# Francisco van Jole
Francisco van Jole (Rotterdam, 30 juni 1960) is een Nederlands journalist, presentator en internetdeskundige. Hij is hoofdredacteur van de BNNVARA-website Joop.nl. 

## Jeugd en opleiding
Van Jole groeide op in Beijerland in een katholiek gezin als de zoon van een Argentijnse arbeider in een spiegelfabriek. Nadat hij op 18-jarige leeftijd zijn  MAVO-3-diploma behaalde heeft hij zijn dienstplicht voltooid bij de Luchtmacht in Nijmegen.

## Loopbaan
Van Jole begon zijn loopbaan begin jaren 1980 als fotojournalist. Later stapte hij over op het schrijven van artikelen voor onder meer Het Vrije Volk, waarvoor hij in 1986 een serie verhalen over de taxioorlog maakte. Hij was medewerker van weekblad De Tijd, het weekblad Delta van de Technische Universiteit Delft en sinds 1990 voor de Volkskrant, aanvankelijk als wetenschapsjournalist. In 1993 was Van Jole medewerker van het eerste uur voor het blad Blvd. en van 1994 tot 1996 hoofdredacteur van De Dagkrant van het Film Festival Rotterdam. 
Van Jole was de eerste Nederlandse journalist die full-time gebruik maakte van het internet. Wat hem een pionier maakte op het gebied van internetjournalistiek. Daarnaast was hij in de tweede helft van de jaren 1980 medeoprichter en systeembeheerder van De Zwarte STer, een bulletin board system dat zich richtte op hackers en alternatieve cultuur. Ook schreef hij voor het Personal Computer Magazine. Door in zijn verslaggeving naar on-line bronnen te verwijzen maakte hij zijn verslaggeving inzichtelijker voor de lezer dan tot dan toe gebruikelijk was.
In 1991 bedacht Van Jole samen met Harry-Jan Bus en Roland Vonk de satirische theatershow ZieNN, dat maandelijks vanuit Tejatro Popular in Rotterdam werd "uitgezonden". Beelden uit het Rotterdamse nieuws werden daarin op de hak genomen door Van Jole als het typetje Robbie Parasita.
Van 1995 tot 1998 verzorgde hij de Daily Planet, een dagelijkse nieuwsbrief van internet provider Planet Internet die de Nederlandse internetgebruiker wegwijs moest maken. Deze had ongeveer 30.000 abonnees en werd dagelijks 7.000 keer bekeken in de webversie. In de laatste maanden van de Daily Planet konden bezoekers hem aan het werk zien via zijn webcam. Het vele verkeer hiervoor leidde er toe dat Planet Internet de website meerdere keren automatisch offline haalde. Dit was voor Van Jole reden om ontslag te nemen.
Toen in 1998 Michiel Frackers, de baas van Planet Internet, het internetbedrijf BitMagic oprichtte was Van Jole daar ook kort bij betrokken. Omdat ook daar de samenwerking moeizaam verliep vertrok hij echter al snel. Over zijn ervaringen met dit bedrijf schreef Van Jole de sleutelroman Blink.
Zijn radiocarrière begon Van Jole bij de VARA. Van 1995 tot 2010 was hij presentator en eindredacteur van TROS Radio Online. Verder presenteerde Van Jole in de jaren negentig een interviewprogramma op de Rotterdamse zender StadsTV. Ook was hij presentator van het lunchprogramma de VIP-show bij Radio Rijnmond.
Vanaf oktober 2005 tot het einde van dat jaar was Van Jole, afwisselend met Matthijs van Nieuwkerk, presentator van het VARA-programma De Wereld Draait Door. Vanaf september 2005 maakte hij voor de toen nieuwe omroep LLiNK het radioprogramma De Geitenwollensokkenshow, waarin idealisten werden geïnterviewd. Van januari 2005 tot september 2009 had hij een column bij het VARA-televisieprogramma De Leugen Regeert. In 2007 presenteerde hij voor de VARA het tv-programma Is dat eigenlijk wel zo?. Van september 2006 tot 2008 was hij een van de presentatoren van het politiek-culturele Radio 5 programma Desmet Live. Sinds november 2009 is Van Jole hoofdredacteur van de nieuws- en opiniewebsite Joop.nl.
In 2017, in het kader van de MeToo-verslaggeving, publiceerde de website GeenStijl een audiobestand waarin een vrouw Van Jole confronteerde met een vermeend geval van aanranding dat zich enkele jaren eerder zou hebben voorgedaan. De vrouw beschrijft hoe Van Jole haar, toen zij 23 jaar oud was, tegen haar wil zoende en enkel gekleed in een witte onderbroek op haar ging liggen. In een uitzending bij het programma De Nieuws BV van NPO Radio 1 bevestigde Van Jole de authenticiteit van de opname en zijn ontmoeting met de vrouw, maar ontkende dat er sprake was geweest van dwang of intimidatie. BNNVARA publiceerde hierop een verklaring waarin de omroep stelt dat de vrouw, zo zij wil, haar zaak aan "de daartoe geëigende instanties" dient voor te leggen.
Van Jole had zich eerder zeer kritisch opgesteld tegenover GeenStijl. In een interview uit 2008 stelde hij dat er een hetze tegen hem was ontstaan nadat hij openbaar had gemaakt wie er achter het platform zat. Volgens hem beschouwden de makers van GeenStijl hem sindsdien als hun 'vijand nummer één'. Hij vergeleek hun werkwijze met die van het Amerikaanse Fox News, waar volgens hem de berichtgeving wordt aangepast aan een rechtse politieke agenda.
Bij De Nieuws BV bekommentarieert hij samen met Peter Kee elke woensdag de Haagse politiek.

## Persoonlijk
Van Jole woont samen en heeft geen kinderen. Hij zegt vegetariër te zijn omdat hij varkens leuk vindt. De naam 2525, een verwijzing naar het lied In the Year 2525, gebruikte hij in de begintijd van het internet als gebruikersnaam en als naam van zijn blog.